# 班巴馬爾卡區 (瓦爾加約克省)
6°40′52″S 78°31′19″W / 6.6812°S 78.5220°W
班巴馬爾卡區（西班牙語：Distrito de Bambamarca），是秘魯的一個區，位於該國北部卡哈馬卡大區的瓦爾加約克省，面積451.4平方公里，海拔高度2,526米，2005年人口74,513，人口密度每平方公里170人。